# Orejana
Orejana – gmina w Hiszpanii, w prowincji Segowia, w Kastylii i León, o powierzchni 20,92 km². W 2011 roku gmina liczyła 71 mieszkańców.